# Thermotogales
Ordre
Les Thermotogales sont un ordre de bactéries extrémophiles thermophiles à Gram négatif de la classe des Thermotogae. Son nom provient de Thermotoga qui est le genre type de cet ordre.

## Liste de familles
Selon la LPSN (2 décembre 2022) :
- Fervidobacteriaceae Bhandari & Gupta 2014
- Thermotogaceae Reysenbach 2002